# Долна Панония
Долна Панония или (на латински: Pannonia Inferior) е гранична провинция на Римската империя, образувана през 103 г. по средното течение на река Дунав. Сформирана е след административната реформа на император Траян, разделила Панония на две - Горна и Долна. Провинцията просъществува като административна единица до 295 г., когато след нова реформа е присъединена към Диоцез Панония. Долна Панония включва части от днешните Унгария, Сърбия, Хърватия и Босна и Херцеговина.

## Администрация
По-важни долнопанонски римски градове с ранг на колония са:
- Панонският лимес
- Племената в Панония в началото на Новата ера